# Sillon précentral
Le sillon précentral est un sillon parcourant le lobe frontal de la face latérale du cerveau, en avant et parallèlement au sillon central (ou scissure de Rolando, dans l'ancienne terminologie).
|                          |                                                         |
| Face latérale du cerveau | Dessin de la face latérale d'après une pièce anatomique |

Entre lui et le sillon central se trouve le gyrus précentral. Il assure aussi la frontière entre le gyrus central et d'autre part les gyrus frontaux supérieur, moyen et inférieur.
Il est parfois séparé du sillon latéral par un pli de passage. Il est aussi souvent interrompu par un pli de passage entre le gyrus précentral et le gyrus frontal moyen.